# Francesc Carbó i Olivé
Francesc Carbó i Olivé   (Tarragona, 1868 - 1924) fou un pintor, arqueòleg, dramaturg, crític d'art, professor i comerciant català fortament influenciat pel moviment modernista. De familia comerciant, de seguida va mostrar un fort interès per l'art en totes les seves vessants, i va destacar en algunes d'elles, com a pintor va arribar a participar, juntament amb el seu amic Josep Vázquez Bardina, en exposicions a Barcelona, Madrid i Florència, va ser un dels artistes escollits que va fer una exposició individual a la sala dels Quatre Gats, el juny de 1899. Com a arqueòleg va dirigir les excavacions del teatre romà de Tarragona, com a crític d'art les seves aportacions més destacades van ser a la revista Lo Camp de Tarragona on redactava articles amb els seus pensaments teòrics entorn de l'art, i també va escriure algunes obres de teatre que tanmateix van restar inèdites. Les seves interessants aportacions a la vida cultural tarragonina i catalana però, no es van traduir en reconeixement, i fins avui, la seva figura encara és relativament poc apreciada.
Políticament Carbó se situa en l'esfera catalanista, i es va pronunciar en més d'una ocasió a favor de la llengua i cultura catalanes, tanmateix no es va implicar mai en cap partit polític i el cos del seu treball gira majoritàriament en el terreny de les arts.